# Pseudognaphalium rhodarum
Pseudognaphalium rhodarum là một loài thực vật có hoa trong họ Cúc. Loài này được (S.F.Blake) Anderb. miêu tả khoa học đầu tiên năm 1991.